# Joe Stubbs
Joe Stubbs (Detroit, 1942 – aldaar, 5 februari 1998) was een Amerikaanse rhythm-and-blues-zanger. Zijn echte naam was Joseph Stubbles.
Hij was van 1957 tot 1962 lid van The Falcons die hun grootste succes boekten met het nummer "I Found A Love" in 1959. Hij was tenor in de groep, net als Eddie Floyd. Daarna ging hij naar Motown Records, waar zijn oudere broer Levi leadzanger was van de Four Tops. Joe Stubbs zong er bij The Contours en kortstondig bij The Originals. In 1969 verliet hij Motown en werd leadzanger bij de groep 100 Proof (Aged In Soul), die in 1970 op het label Hot Wax Records van voormalige Motown-producers Holland-Dozier-Holland een hit scoorde met "Somebody's Been Sleeping".
Begin jaren 1990 bracht hij twee solo-cd's uit op het Britse platenlabel Motorcity Records: Round And Round (1991) en Pressure Point (1992). In 1996 verscheen op dat label de compilatie-cd "The Best of Joe Stubbs".
Hij overleed op 5 februari 1998 in Detroit aan hartproblemen.